# ۲۷۸ (قمری)
۲۷۸ (قمری)، دویست و هفتاد و هشتمین سال در گاهشماری هجری قمری است. اول محرم این سال برابر با نوزدهم آوریل سال ۸۹۱ میلادی است.